# Tliltocatl
Tliltocatl — рід павуків родини птахоїдів (Theraphosidae). Включає 7 видів.

## Назва
Назва роду походить від двох науатльських слів: «tlil», що означає «чорний», і «tocatl», що означає «павук». 

## Поширення
Представники роду поширені в Мексиці та Центральній Америці. Населяють листяні ліси, тропічні ліси, луки, іноді орні землі та сади. Вони є наземними тарантулами. Вони риють свої норки під плоскими каменями, колодами, серед коріння дерев і в ярах.

## Опис
Головогруди цих павуків має таку ж ширину, як і довжину, зі злегка піднятою та нечітко вирізаною частиною голови, виступаючими та піднятими горбками очей та глибокими ямками. Передньо-бічні очі лежать вперед більше, ніж передньо-середні, а задньо-бічні очі більше назад, ніж задньо-медіальні. Колір головогрудей темний. Нижня губа ширше верхньої, майже трапецієподібної форми. Лобова частка майже прямокутних щелеп розширюється в конічне розширення. На опістосомах є червоні або жовтуваті щетинки. У дорзо-задній частині опістосоми лежить поле дратівливих волосків типу III, оточене дратівливими волосками типу I. Ноги чорні або вкриті довгими білими волосками. На стегнах в ногах першої пари і в вертелюгах ніг першої пари і в хвостах — булавоподібні стридуляційні щетинки. Стегна четвертої пари ніг у обох статей позбавлені пір'яних волосків. Наколінки гомілок і ніжок забезпечені шипами. Усі кігтики на ногах нероздільні.
Хвости самців мають ложкоподібну цибулину з кінчиком, більшим, ніж у представників роду Brachypelma. Довжина емболу близька або більша за довжину тегулума. Самка має один сперматоцель із звуженою верхівкою, загнутий досередини та зі слабо склеротизованою або повністю відсутньою базальною пластинкою.

## Види
- Tliltocatl albopilosus (Valerio, 1980)
- Tliltocatl epicureanus (Chamberlin, 1925)
- Tliltocatl kahlenbergi (Rudloff, 2008)
- Tliltocatl sabulosus (F. O. Pickard-Cambridge, 1897)
- Tliltocatl schroederi (Rudloff, 2003)
- Tliltocatl vagans (Ausserer, 1875)
- Tliltocatl verdezi (Schmidt, 2003)